# 高桥街道 (台州市)
高桥街道，是中华人民共和国浙江省台州市黄岩区下辖的一个乡镇级行政单位。

## 行政区划
高桥街道下辖以下地区：
下坦村、凉棚岙村、三童岙里村、三童岙口村、联丰堂村、螺屿村、瓦瓷窑村、海门村、下南山村、胜利村、前店村、八份堂村、溪岸村、上山村、三坦村、坦桥村、下浦郑村、大埭村、杏林村、车下洋村、石牛渡村、胡家灰村、邬家岙村、埠头村、外洋陶村和徐家洋村。